# Юздичен гущер
Юздичен гущер (Trachylepis vittata), наричан също египетска мабуя, е вид влечуго от семейство Сцинкови (Scincidae). Видът не е застрашен от изчезване.

## Разпространение и местообитание
Разпространен е в Алжир, Египет, Израел, Йордания, Кипър, Либия, Ливан, Сирия, Тунис и Турция.
Обитава места с песъчлива и влажна почва, градини, храсталаци, крайбрежия и плажове.

## Описание
Популацията на вида е стабилна.